# Гімн Центральноамериканської федерації
La Granadera («Гранадера») був національним гімном Центральноамериканської федерації. Автор музики невідомий; слова написав Ромуло Ернесто Дурон.
Незважаючи на розпад федерації, все ще використовується в якості де-факто гімну в деяких центральноамериканських державах.
Вона була офіційно прийнята гімном Організації центральноамериканських держав 22 червня 1971.

## Текст гімну

### Оригінал (іспанською мовою)
| Ya se ve, Patria mía, en tu oriente nuevo sol esparcir claridad; ya podemos con voz reverente pronunciar: Dios, Unión, Libertad. Cambiarán ya tu vida y tu suerte un solo hombre tus hijos serán; ya entre ellos no habrá guerra o muerte y dichosos tu bien labrarán. Ya podrás alcanzar pura gloria, de tus próceres sueño tenaz y el laurel de tu espléndida historia será signo de triunfo y de paz. Salve, Patria, tu hermosa bandera luce al viento del cielo el color; a su sombra juramos doquiera a vencer o morir por tu honor. |